# Triaspis aequoris
Triaspis aequoris är en stekelart som beskrevs av Martin 1956. Triaspis aequoris ingår i släktet Triaspis och familjen bracksteklar. Inga underarter finns listade i Catalogue of Life.